# Tuomo Ylipulli
Tuomo Sakari Ylipulli (Rovaniemi, 3 maart 1965 – aldaar, 23 juli 2021) was een Fins schansspringer. 

## Carrière
Ylipulli behaalde zijn grootste successen als onderdeel van de Finse ploeg, waarmee hij in 1985 en 1987 wereldkampioen werd en in 1988 de gouden medaille won in de eerste landenwedstrijd schansspringen op de Olympische Winterspelen.

## Belangrijkste resultaten

### Olympische Winterspelen
| Editie | Plaats  | Kleine schans | Grote schans | Landenwedstrijd |
| ------ | ------- | ------------- | ------------ | --------------- |
| 1988   | Calgary | -             | -            | Gouden medaille |

### Wereldkampioenschappen schansspringen
| Editie | Plaats     | Kleine schans | Grote schans | Landenwedstrijd |
| ------ | ---------- | ------------- | ------------ | --------------- |
| 1985   | Seefeld    | 36e           | 25e          | Goud            |
| 1987   | Oberstdorf | 7e            | 10e          | Goud            |

### Wereldkampioenschappen skivliegen
| Editie | Plaats          | Klassering |
| ------ | --------------- | ---------- |
| 1986   | Bad Mitterndorf | 5e         |

### Wereldbeker
Eindklasseringen
| Seizoen   | Algm | 4S  |
| --------- | ---- | --- |
| 1982/1983 | 37e  | 48e |
| 1983/1984 | 49e  | 46e |
| 1984/1985 | 23e  | 31e |
| 1985/1986 | 33e  | -   |
| 1986/1987 | 15e  | 13e |
| 1987/1988 | 26e  | 9e  |